# Liste der Nummer-eins-Hits in Deutschland (2004)
Diese Liste enthält alle Nummer-eins-Hits in Deutschland im Jahr 2004. Es gab in diesem Jahr 12 Nummer-eins-Singles und 24 Nummer-eins-Alben.
Die Single- und Albumcharts wurden von Media Control wöchentlich zusammengestellt. Sie berücksichtigten die Verkäufe von Montag bis Samstag einer Woche. Offizieller Veröffentlichungstermin war jeweils der Montag zehn Tage nach dem Ende des Wertungszeitraumes.

## Singles
| ← 2003 ← | Liste der Nummer-eins-Hits in Deutschland | Liste der Nummer-eins-Hits in Deutschland | Liste der Nummer-eins-Hits in Deutschland | 2005 →                    |
| \| Zeitraum \| Wo. ges. \| Interpret \| Titel Autor(en) \| Zusätzliche Informationen \| \| (Zeitraum, Wochen auf Platz eins, Interpret, Titel, Autor[en], zusätzliche Informationen) \| \| \| \| \| \| ----------------------------------------------------------------------------------------- \| -------- \| ------------------------------------ \| --------------------------------------------------------------------------------------------------------------------------------------------------------------------------------- \| ------------------------- \| \| 22. Dezember 2003 – 25. Januar 2004 5 Wochen (insgesamt 6) \| 6 \| The Black Eyed Peas \| Shut Up Jaime Luis Gomez, William Adams, George Pajon \| – \| \| 26. Januar 2004 – 1. Februar 2004 1 Woche \| 1 \| Yvonne Catterfeld \| Du hast mein Herz gebrochen Dieter Bohlen \| – \| \| 2. Februar 2004 – 8. Februar 2004 1 Woche (insgesamt 6) \| 6 \| The Black Eyed Peas \| Shut Up Jaime Luis Gomez, William Adams, George Pajon \| – \| \| 9. Februar 2004 – 14. März 2004 5 Wochen \| 5 \| Oomph! \| Augen auf! Musik: Maik Straatmann, Marek Vejvoda, Rene Bachmann, Thomas Döppner, Stephan Musiol; Text: Rene Bachmann, Thomas Döppner, Dero Goi, Oliver Woidt \| – \| \| 15. März 2004 – 21. März 2004 1 Woche \| 1 \| Sarah Connor feat. Natural \| Just One Last Dance Kay Denar, Rob Tyger \| – \| \| 22. März 2004 – 11. April 2004 3 Wochen \| 3 \| Max \| Can’t Wait Until Tonight Stefan Raab \| – \| \| 12. April 2004 – 9. Mai 2004 4 Wochen \| 4 \| Usher feat. Ludacris & Lil Jon \| Yeah! James Elbert Phillips, LaMarquis Jefferson, Jonathan H. Smith, Patrick Michael Smith, Christopher Brian Bridges, Sean Garrett \| – \| \| 10. Mai 2004 – 16. Mai 2004 1 Woche \| 1 \| Mario Winans feat. Enya und P. Diddy \| I Don’t Wanna Know Michael Carlos Jones, Chauncey Lamont Hawkins, Erick S. Sermon, Parrish Joseff Smith, Nicky Ryan, Roma Shane Ryan, Mario Winans, Eithne Pádraigín Ní Bhraonáin \| – \| \| 17. Mai 2004 – 6. Juni 2004 3 Wochen \| 3 \| Eamon \| F**k It (I Don’t Want You Back) Jonathan Eamon Doyle, Mark Passy, Kirk S. Robinson \| – \| \| 7. Juni 2004 – 12. September 2004 14 Wochen \| 14 \| O-Zone \| Dragostea din tei Dan Mihai Bălan \| – \| \| 13. September 2004 – 31. Oktober 2004 7 Wochen \| 7 \| Aventura \| Obsesión Anthony Santos \| – \| \| 3. November 2004 – 12. Dezember 2004 6 Wochen \| 6 \| Eric Prydz \| Call on Me Eric Sheridan Prydz, Steve Winwood, Will Jennings \| – \| \| 13. Dezember 2004 – 26. Dezember 2004 2 Wochen \| 2 \| Sarah Connor \| Living to Love You Kay Denar, Rob Tyger \| – \| \| 27. Dezember 2004 – 2. Januar 2005 1 Woche \| 1 \| Nu Pagadi \| Sweetest Poison Musik: Lucas Hilbert, Jörn-Uwe Fahrenkrog-Petersen; Text: Lucas Hilbert, Raymond Michael Garvey, Carlo Karges \| – \| |                                           |                                           | |                           |
| ← 2003 |                                           |                                           | | → 2005 →                  |
| Zeitraum | Wo. ges.                                  | Interpret                                 | Titel Autor(en) | Zusätzliche Informationen |
| (Zeitraum, Wochen auf Platz eins, Interpret, Titel, Autor[en], zusätzliche Informationen) |                                           |                                           | |                           |
| 22. Dezember 2003 – 25. Januar 2004 5 Wochen (insgesamt 6) | 6                                         | The Black Eyed Peas                       | Shut Up Jaime Luis Gomez, William Adams, George Pajon | –                         |
| 26. Januar 2004 – 1. Februar 2004 1 Woche | 1                                         | Yvonne Catterfeld                         | Du hast mein Herz gebrochen Dieter Bohlen | –                         |
| 2. Februar 2004 – 8. Februar 2004 1 Woche (insgesamt 6) | 6                                         | The Black Eyed Peas                       | Shut Up Jaime Luis Gomez, William Adams, George Pajon | –                         |
| 9. Februar 2004 – 14. März 2004 5 Wochen | 5                                         | Oomph!                                    | Augen auf! Musik: Maik Straatmann, Marek Vejvoda, Rene Bachmann, Thomas Döppner, Stephan Musiol; Text: Rene Bachmann, Thomas Döppner, Dero Goi, Oliver Woidt                      | –                         |
| 15. März 2004 – 21. März 2004 1 Woche | 1                                         | Sarah Connor feat. Natural                | Just One Last Dance Kay Denar, Rob Tyger | –                         |
| 22. März 2004 – 11. April 2004 3 Wochen | 3                                         | Max                                       | Can’t Wait Until Tonight Stefan Raab | –                         |
| 12. April 2004 – 9. Mai 2004 4 Wochen | 4                                         | Usher feat. Ludacris & Lil Jon            | Yeah! James Elbert Phillips, LaMarquis Jefferson, Jonathan H. Smith, Patrick Michael Smith, Christopher Brian Bridges, Sean Garrett                                               | –                         |
| 10. Mai 2004 – 16. Mai 2004 1 Woche | 1                                         | Mario Winans feat. Enya und P. Diddy      | I Don’t Wanna Know Michael Carlos Jones, Chauncey Lamont Hawkins, Erick S. Sermon, Parrish Joseff Smith, Nicky Ryan, Roma Shane Ryan, Mario Winans, Eithne Pádraigín Ní Bhraonáin | –                         |
| 17. Mai 2004 – 6. Juni 2004 3 Wochen | 3                                         | Eamon                                     | F**k It (I Don’t Want You Back) Jonathan Eamon Doyle, Mark Passy, Kirk S. Robinson                                                                                                | –                         |
| 7. Juni 2004 – 12. September 2004 14 Wochen | 14                                        | O-Zone                                    | Dragostea din tei Dan Mihai Bălan | –                         |
| 13. September 2004 – 31. Oktober 2004 7 Wochen | 7                                         | Aventura                                  | Obsesión Anthony Santos | –                         |
| 3. November 2004 – 12. Dezember 2004 6 Wochen | 6                                         | Eric Prydz                                | Call on Me Eric Sheridan Prydz, Steve Winwood, Will Jennings | –                         |
| 13. Dezember 2004 – 26. Dezember 2004 2 Wochen | 2                                         | Sarah Connor                              | Living to Love You Kay Denar, Rob Tyger | –                         |
| 27. Dezember 2004 – 2. Januar 2005 1 Woche | 1                                         | Nu Pagadi                                 | Sweetest Poison Musik: Lucas Hilbert, Jörn-Uwe Fahrenkrog-Petersen; Text: Lucas Hilbert, Raymond Michael Garvey, Carlo Karges                                                     | –                         |

## Alben
| ← 2003 ← | Liste der Nummer-eins-Alben in Deutschland | Liste der Nummer-eins-Alben in Deutschland | Liste der Nummer-eins-Alben in Deutschland | 2005 →                    |
| \| Zeitraum \| Wo. ges. \| Interpret \| Titel \| Zusätzliche Informationen \| \| (Zeitraum, Wochen auf Platz eins, Interpret, Titel, zusätzliche Informationen) \| \| \| \| \| \| ------------------------------------------------------------------------------ \| -------- \| ---------------------------- \| ------------------------------------- \| ------------------------- \| \| 8. Dezember 2003 – 25. Januar 2004 7 Wochen \| 7 \| Robbie Williams \| Live Summer 2003 \| – \| \| 26. Januar 2004 – 2. Februar 2004 1 Woche (insgesamt 3) \| 3 \| Dick Brave and the Backbeats \| Dick This! \| – \| \| 3. Februar 2004 – 8. Februar 2004 1 Woche \| 1 \| Laith Al-Deen \| Für alle \| – \| \| 9. Februar 2004 – 22. Februar 2004 2 Wochen (insgesamt 3) \| 3 \| Dick Brave and the Backbeats \| Dick This! \| – \| \| 23. Februar 2004 – 28. März 2004 5 Wochen \| 5 \| Norah Jones \| Feels like Home \| – \| \| 29. März 2004 – 4. April 2004 1 Woche \| 1 \| George Michael \| Patience \| – \| \| 5. April 2004 – 11. April 2004 1 Woche \| 1 \| Rosenstolz \| Herz \| – \| \| 12. April 2004 – 30. Mai 2004 7 Wochen (insgesamt 9) \| 9 \| Anastacia \| Anastacia \| – \| \| 31. Mai 2004 – 6. Juni 2004 1 Woche \| 1 \| Alanis Morissette \| So-Called Chaos \| – \| \| 7. Juni 2004 – 20. Juni 2004 2 Wochen \| 2 \| Avril Lavigne \| Under My Skin \| – \| \| 21. Juni 2004 – 27. Juni 2004 1 Woche (insgesamt 2) \| 2 \| Nightwish \| Once \| – \| \| 28. Juni 2004 – 4. Juli 2004 1 Woche (insgesamt 2) \| 2 \| Söhne Mannheims \| Noiz \| – \| \| 5. Juli 2004 – 11. Juli 2004 1 Woche (insgesamt 2) \| 2 \| Nightwish \| Once \| – \| \| 12. Juli 2004 – 18. Juli 2004 1 Woche (insgesamt 2) \| 2 \| Söhne Mannheims \| Noiz \| – \| \| 19. Juli 2004 – 25. Juli 2004 1 Woche \| 1 \| Andrea Berg \| Du \| – \| \| 26. Juli 2004 – 1. August 2004 1 Woche \| 1 \| Alexander \| Here I Am \| – \| \| 2. August 2004 – 8. August 2004 1 Woche (insgesamt 9) \| 9 \| Anastacia \| Anastacia \| – \| \| 9. August 2004 – 29. August 2004 3 Wochen \| 3 \| Böhse Onkelz \| Adios \| – \| \| 30. August 2004 – 5. September 2004 1 Woche (insgesamt 9) \| 9 \| Anastacia \| Anastacia \| – \| \| 6. September 2004 – 12. September 2004 1 Woche \| 1 \| Die Ärzte \| Die Band, die sie Pferd nannten [DVD] \| – \| \| 13. September 2004 – 26. September 2004 2 Wochen \| 2 \| Gentleman \| Confidence \| – \| \| 27. September 2004 – 3. Oktober 2004 1 Woche \| 1 \| Max Herre \| Max Herre \| – \| \| 4. Oktober 2004 – 10. Oktober 2004 1 Woche \| 1 \| Bryan Adams \| Room Service \| – \| \| 11. Oktober 2004 – 17. Oktober 2004 1 Woche \| 1 \| Rammstein \| Reise, Reise \| – \| \| 18. Oktober 2004 – 24. Oktober 2004 1 Woche \| 1 \| R.E.M. \| Around the Sun \| – \| \| 25. Oktober 2004 – 31. Oktober 2004 1 Woche \| 1 \| Die Toten Hosen \| Zurück zum Glück \| – \| \| 1. November 2004 – 28. November 2004 4 Wochen (insgesamt 9) \| 9 \| Robbie Williams \| Greatest Hits \| – \| \| 29. November 2004 – 5. Dezember 2004 1 Woche \| 1 \| Eminem \| Encore \| – \| \| 6. Dezember 2004 – 12. Dezember 2004 1 Woche \| 1 \| U2 \| How to Dismantle an Atomic Bomb \| – \| \| 13. Dezember 2004 – 16. Januar 2005 5 Wochen (insgesamt 9) \| 9 \| Robbie Williams \| Greatest Hits \| – \| |                                            |                                            |                                            |                           |
| ← 2003 |                                            |                                            |                                            | → 2005 →                  |
| Zeitraum | Wo. ges.                                   | Interpret                                  | Titel                                      | Zusätzliche Informationen |
| (Zeitraum, Wochen auf Platz eins, Interpret, Titel, zusätzliche Informationen) |                                            |                                            |                                            |                           |
| 8. Dezember 2003 – 25. Januar 2004 7 Wochen | 7                                          | Robbie Williams                            | Live Summer 2003                           | –                         |
| 26. Januar 2004 – 2. Februar 2004 1 Woche (insgesamt 3) | 3                                          | Dick Brave and the Backbeats               | Dick This!                                 | –                         |
| 3. Februar 2004 – 8. Februar 2004 1 Woche | 1                                          | Laith Al-Deen                              | Für alle                                   | –                         |
| 9. Februar 2004 – 22. Februar 2004 2 Wochen (insgesamt 3) | 3                                          | Dick Brave and the Backbeats               | Dick This!                                 | –                         |
| 23. Februar 2004 – 28. März 2004 5 Wochen | 5                                          | Norah Jones                                | Feels like Home                            | –                         |
| 29. März 2004 – 4. April 2004 1 Woche | 1                                          | George Michael                             | Patience                                   | –                         |
| 5. April 2004 – 11. April 2004 1 Woche | 1                                          | Rosenstolz                                 | Herz                                       | –                         |
| 12. April 2004 – 30. Mai 2004 7 Wochen (insgesamt 9) | 9                                          | Anastacia                                  | Anastacia                                  | –                         |
| 31. Mai 2004 – 6. Juni 2004 1 Woche | 1                                          | Alanis Morissette                          | So-Called Chaos                            | –                         |
| 7. Juni 2004 – 20. Juni 2004 2 Wochen | 2                                          | Avril Lavigne                              | Under My Skin                              | –                         |
| 21. Juni 2004 – 27. Juni 2004 1 Woche (insgesamt 2) | 2                                          | Nightwish                                  | Once                                       | –                         |
| 28. Juni 2004 – 4. Juli 2004 1 Woche (insgesamt 2) | 2                                          | Söhne Mannheims                            | Noiz                                       | –                         |
| 5. Juli 2004 – 11. Juli 2004 1 Woche (insgesamt 2) | 2                                          | Nightwish                                  | Once                                       | –                         |
| 12. Juli 2004 – 18. Juli 2004 1 Woche (insgesamt 2) | 2                                          | Söhne Mannheims                            | Noiz                                       | –                         |
| 19. Juli 2004 – 25. Juli 2004 1 Woche | 1                                          | Andrea Berg                                | Du                                         | –                         |
| 26. Juli 2004 – 1. August 2004 1 Woche | 1                                          | Alexander                                  | Here I Am                                  | –                         |
| 2. August 2004 – 8. August 2004 1 Woche (insgesamt 9) | 9                                          | Anastacia                                  | Anastacia                                  | –                         |
| 9. August 2004 – 29. August 2004 3 Wochen | 3                                          | Böhse Onkelz                               | Adios                                      | –                         |
| 30. August 2004 – 5. September 2004 1 Woche (insgesamt 9) | 9                                          | Anastacia                                  | Anastacia                                  | –                         |
| 6. September 2004 – 12. September 2004 1 Woche | 1                                          | Die Ärzte                                  | Die Band, die sie Pferd nannten [DVD]      | –                         |
| 13. September 2004 – 26. September 2004 2 Wochen | 2                                          | Gentleman                                  | Confidence                                 | –                         |
| 27. September 2004 – 3. Oktober 2004 1 Woche | 1                                          | Max Herre                                  | Max Herre                                  | –                         |
| 4. Oktober 2004 – 10. Oktober 2004 1 Woche | 1                                          | Bryan Adams                                | Room Service                               | –                         |
| 11. Oktober 2004 – 17. Oktober 2004 1 Woche | 1                                          | Rammstein                                  | Reise, Reise                               | –                         |
| 18. Oktober 2004 – 24. Oktober 2004 1 Woche | 1                                          | R.E.M.                                     | Around the Sun                             | –                         |
| 25. Oktober 2004 – 31. Oktober 2004 1 Woche | 1                                          | Die Toten Hosen                            | Zurück zum Glück                           | –                         |
| 1. November 2004 – 28. November 2004 4 Wochen (insgesamt 9) | 9                                          | Robbie Williams                            | Greatest Hits                              | –                         |
| 29. November 2004 – 5. Dezember 2004 1 Woche | 1                                          | Eminem                                     | Encore                                     | –                         |
| 6. Dezember 2004 – 12. Dezember 2004 1 Woche | 1                                          | U2                                         | How to Dismantle an Atomic Bomb            | –                         |
| 13. Dezember 2004 – 16. Januar 2005 5 Wochen (insgesamt 9) | 9                                          | Robbie Williams                            | Greatest Hits                              | –                         |

## Jahreshitparaden
| ← 2003 ← | Liste der Jahres-Nummer-eins-Hits in Deutschland | Liste der Jahres-Nummer-eins-Hits in Deutschland | Liste der Jahres-Nummer-eins-Hits in Deutschland | 2005 →   |
| \| Singles \| Position# \| Alben \| \| ---------------------------------------------------------------------------------------------------------------------------------------------------------------------------------------------------------------------- \| --------- \| --------------------------------------- \| \| Dragostea din tei O-Zone Dan Mihai Bălan \| 1 \| Anastacia \| \| Lebt denn dr alte Holzmichl noch? De Randfichten Trad., Michael Rostig, Thomas Unger \| 2 \| Feels like Home Norah Jones \| \| Yeah! Usher feat. Ludacris & Lil Jon James Elbert Phillips, LaMarquis Jefferson, Jonathan H. Smith, Patrick Michael Smith, Christopher Brian Bridges, Sean Garrett \| 3 \| Herz Rosenstolz \| \| F**k It (I Don’t Want You Back) Eamon Jonathan Eamon Doyle, Mark Passy, Kirk S. Robinson \| 4 \| Die Reklamation Wir sind Helden \| \| Can’t Wait Until Tonight Max Stefan Raab \| 5 \| Folklore Nelly Furtado \| \| Shut Up The Black Eyed Peas Jaime Luis Gomez, William Adams, George Pajon \| 6 \| Dick This! Dick Brave and the Backbeats \| \| Augen auf! Oomph! Musik: Maik Straatmann, Marek Vejvoda, Rene Bachmann, Thomas Döppner, Stephan Musiol; Text: Rene Bachmann, Thomas Döppner, Dero Goi, Oliver Woidt \| 7 \| Greatest Hits Robbie Williams \| \| Obsesión Aventura Anthony Santos \| 8 \| Life for Rent Dido \| \| Dragostea din tei Haiducii Dan Mihai Bălan \| 9 \| Live Summer 2003 Robbie Williams \| \| I Don’t Wanna Know Mario Winans feat. P. Diddy und Enya Michael Carlos Jones, Chauncey Lamont Hawkins, Erick S. Sermon, Parrish Joseff Smith, Nicky Ryan, Roma Shane Ryan, Mario Winans, Eithne Pádraigín Ní Bhraonáin \| 10 \| Fallen Evanescence \| |                                                  |                                                  |                                                  |          |
| ← 2003 |                                                  |                                                  |                                                  | → 2005 → |
| Singles | Position#                                        | Alben                                            |                                                  |          |
| Dragostea din tei O-Zone Dan Mihai Bălan | 1                                                | Anastacia                                        |                                                  |          |
| Lebt denn dr alte Holzmichl noch? De Randfichten Trad., Michael Rostig, Thomas Unger | 2                                                | Feels like Home Norah Jones                      |                                                  |          |
| Yeah! Usher feat. Ludacris & Lil Jon James Elbert Phillips, LaMarquis Jefferson, Jonathan H. Smith, Patrick Michael Smith, Christopher Brian Bridges, Sean Garrett | 3                                                | Herz Rosenstolz                                  |                                                  |          |
| F**k It (I Don’t Want You Back) Eamon Jonathan Eamon Doyle, Mark Passy, Kirk S. Robinson | 4                                                | Die Reklamation Wir sind Helden                  |                                                  |          |
| Can’t Wait Until Tonight Max Stefan Raab | 5                                                | Folklore Nelly Furtado                           |                                                  |          |
| Shut Up The Black Eyed Peas Jaime Luis Gomez, William Adams, George Pajon | 6                                                | Dick This! Dick Brave and the Backbeats          |                                                  |          |
| Augen auf! Oomph! Musik: Maik Straatmann, Marek Vejvoda, Rene Bachmann, Thomas Döppner, Stephan Musiol; Text: Rene Bachmann, Thomas Döppner, Dero Goi, Oliver Woidt | 7                                                | Greatest Hits Robbie Williams                    |                                                  |          |
| Obsesión Aventura Anthony Santos | 8                                                | Life for Rent Dido                               |                                                  |          |
| Dragostea din tei Haiducii Dan Mihai Bălan | 9                                                | Live Summer 2003 Robbie Williams                 |                                                  |          |
| I Don’t Wanna Know Mario Winans feat. P. Diddy und Enya Michael Carlos Jones, Chauncey Lamont Hawkins, Erick S. Sermon, Parrish Joseff Smith, Nicky Ryan, Roma Shane Ryan, Mario Winans, Eithne Pádraigín Ní Bhraonáin | 10                                               | Fallen Evanescence                               |                                                  |          |